# Campeonato Espanhol de Voleibol Feminino
O  Campeonato Espanhol de Voleibol Feminino  é a principal competição de clubes de voleibol feminino da Espanha.O torneio, chamado atualmente de Superliga, das duas primeiras divisões (A1 e A2) é organizado pela RFEVB.